# الیکایی سینه‌خال‌درشت
الیکایی سینه‌خال‌درشت (نام علمی: Pheugopedius sclateri) نام یک گونه از سرده الیکایی‌های زه‌پر است.